# Neoempheria fujiana
Neoempheria fujiana är en tvåvingeart som beskrevs av Yang och Wu 1991. Neoempheria fujiana ingår i släktet Neoempheria och familjen svampmyggor.
Artens utbredningsområde är Fujian (Kina). Inga underarter finns listade i Catalogue of Life.